# Honoré Julien Jean-Baptiste Chouinard
Pour l’article homonyme, voir Chouinard.
Honoré Julien Jean-Baptiste Chouinard (18 juin 1850 - 27 novembre 1928) fut un vice-président de compagnie de chemin de fer, homme politique fédéral du Québec et greffier de la ville de Québec.

## Biographie
Né à Québec, H.J.J.B. Chouinard fit ses études au Collège Sainte-Anne, au Séminaire de Québec et à l'Université Laval. Nommé au Barreau du Québec en 1873. Il entama ses premiers pas en politique en devenant échevin dans le conseil municipal du quartier Saint-Louis de la ville de Québec de 1880 à 1889. Il fut également l'un des fondateurs du journal La Justice, ainsi que vice-président de la compagnie de chemin de fer Québec et Lac-Saint-Jean. Président du Club Cartier de Québec et de la Société géographique de Québec, il servit également à ce titre la Société Saint-Jean-Baptiste de Québec et l'Institut canadien de Québec. Il fut compagnon de l'ordre de St-Michel et de St-Georges et membre de la Société royale du Canada.
Il épouse Marie-Louise-Isabelle Juchereau-Duchesnay le 23 septembre 1884. Ils eurent trois enfants survivants.
En 1888, il succéda à son beau-frère Henri Jules Juchereau Duchesnay en tant que député de Dorchester après que ce dernier est décédé durant l'année suivant l'élection de 1887. Il ne se représenta pas en 1891.
Il est nommé greffier de la ville de Québec en 1890 et resta en poste jusqu'en 1927. Son fils François-Xavier Chouinard lui succèda alors.
Il s'intéressa parmi les premiers, dans le cadre de son engagement à la Société Saint-Jean-Baptiste de Québec, au tricentenaire de la ville de Québec alors à venir : il fit des propositions dans ce sens dans le Quebec Daily Telegraph en 1904. Il suggéra que des festivités remémorent le lieu de la naissance de l'Empire français fondé par Samuel de Champlain, mais aussi le lieu de la victoire britannique de 1763, une façon de proclamer la loyauté des Canadiens français à la couronne britannique. Les célébrations du tricentenaire seraient l'occasion d'attirer des touristes français, britanniques et américains, ainsi que des investisseurs, pour lesquels Québec devrait se rénover (rue, monuments, éclairage public, etc). Par la suite, le 13 janvier 1908, il fut nommé secrétaire du comité organisateur des festivités.
Il est mort à Québec le 27 novembre 1928.

## Hommages
Une rue de l'arrondissement Mercier-Hochelaga-Maisonneuve, à Montréal, porte son nom depuis 1961.  De même une avenue dans l'arrondissement La Cité-Limoilou de Québec.